# Салас-Альтас
Салас-Альтас (ісп. Salas Altas) — муніципалітет в Іспанії, у складі автономної спільноти Арагон, у провінції Уеска. Населення — 305 осіб (2009).
Муніципалітет розташований на відстані близько 370 км на північний схід від Мадрида, 39 км на схід від Уески.

## Демографія
Динаміка населення (INE ):

## Галерея зображень

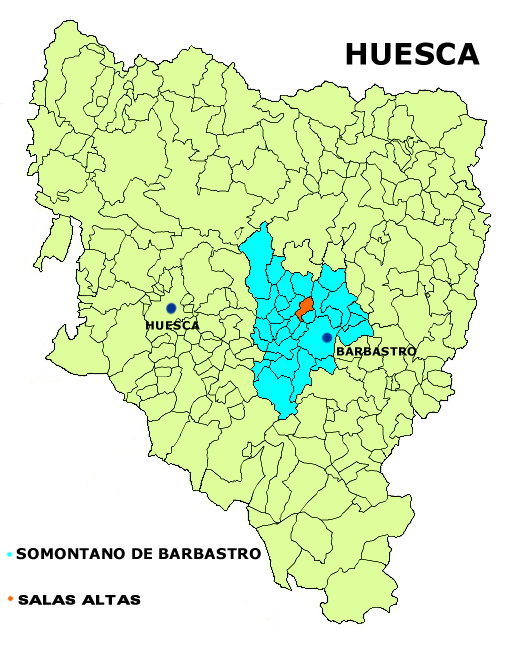
Розташування муніципалітету